# Іпсилон Оріона
Іпсилон Оріона (υ Оріона, Upsilon Orionis, υ Orionis) — зоря в екваторіальному сузір'ї Оріона, розташоване на південь від Йоти Оріона. Іпсилон Оріона має видиму зоряну величину +4.618m, і, згідно зі шкалою Бортля, її видно неозброєним оком навіть на міському небі ( англ. City sky).
З вимірювань паралакса, отриманих під час місії Hipparcos, відомо, що зоря віддалена приблизно на 2900 св. років (900 пк) від Землі. Зоря спостерігається південніше 83° північної широти, тобто її видно практично на всій території населеної Землі, за винятком полярних областей Арктики. Найкращий час для спостереження — грудень.
Іпсилон Оріона рухається вельми швидко відносно Сонця: її радіальна геліоцентрична швидкість практично дорівнює 17 км/с, що майже вдвічі більше за швидкість місцевих зір Галактичного диска, а також це означає, що зоря віддаляється від Сонця. По небосхилу зоря рухається на південний захід.

## Ім'я зорі
Іпсилон Оріона (лат. Upsilon Orionis) є позначенням Байєра, даним ним зорі 1603 року. Зоря має позначення υ (іпсилон — 20-та літера грецького алфавіту), однак, сама зоря — 33-тя за яскравістю в сузір'ї. Іпсилон Оріона — одна з двох зірок (інша — 29 Оріона), що відмічає вершину правого чобота Оріона в Уранометрії Йоганна Байєра (1603). 36 Оріона (лат. 36 Orionis) є позначенням Флемстіда. Її власне ім'я — Тхабіт, походить від арабського слова Al Thabit: "терплячий". У своїх "Зоряних іменах та їхніх значеннях" (1899) американський натураліст-аматор Річард Гінклі Аллен зазначив, що це ім'я з'явилося в зоряному атласі "Географія небес" (англ. Geography of the Heavens), упорядкованому Елайджею Гінсдейлом Бурріттом.
У 2016 році Міжнародний астрономічний союз організував Робочу групу при МАС із зоряних імен (WGSN) для каталогізації та стандартизації імен власних зірок. Однак, у списку назва "Thabit" відсутня, також відсутня будь-яка інша назва для Іпсилон Оріона.

## Властивості зорі
Іпсилон Оріона — карлик спектрального класу O9.7V, що вказує на те, що водень у ядрі зорі ще служить ядерним "паливом", тобто зоря перебуває на головній послідовності. Однак з 1943 року ця зоря послідовно визначалася як зоря головної послідовності спектрального класу B0, яка використовується як еталон для класифікації спектрів інших зір за шкалою МК, хоча в інших дослідженнях її було класифіковано як O9V і O9.5V. Спектроскопічний огляд O-зір у Галактиці (англ. GOSSS — Galactic O-Star Spectroscopic Survey) визначив зірку як стандартну свічку для спектрального типу O9.7 V. Огляд фотометрії зір O і B класу, проведений 1979 року, показав, що зоря перебуває на відстані близько 1666 св. років, тобто відстань до зорі була занижена майже у 2 рази. Радіус зорі тоді було оцінено в 7.2 {\displaystyle R_{\bigodot }}, а її світність у 60000 {\displaystyle L_{\bigodot }} разів більше, ніж у Сонця. Температура поверхні зорі тоді оцінювалася 34 347 К, і маса в 20 разів більша, ніж у Сонця. Зоря випромінює енергію зі своєї зовнішньої атмосфери за ефективної температури близько 33 400 К, що надає їй характерного блакитного кольору зорі спектрального класу O.
Масу зорі безпосередньо не оцінено, однак знаючи її температуру масу зорі можна оцінити в 19 {\displaystyle M_{\bigodot }} і вона знаходиться біля нижньої межі мас зір спектрального класу O, що дорівнює нижній межі мас зір спектрального класу O, яка дорівнює 15 {\displaystyle M_{\bigodot }}.
На такій відстані її абсолютний радіус було оцінено в 7.2 {\displaystyle R_{\bigodot }}, що як ми знаємо сьогодні становить 70 % від звичайного для радіуса зорі спектрального класу O. Однак, зоря має поверхневу гравітацію 4,3 ± 0,05 або 200 м/с2, тобто на 35 % меншу, ніж на Сонці (274,0 м/с2), а комбінація поверхневої гравітації і маси дає оцінку радіусу зорі в 5 {\displaystyle R_{\bigodot }}, що може пояснюватися тим, що зоря лежить на межі класів O і B.
Світність зорі зараз оцінюють у 28500 {\displaystyle L_{\bigodot }}, що небагато для зорі спектрального класу O і знаходиться біля нижньої межі оцінки світності зір спектрального класу O. Якби Іпсилон Оріона перебувала б на місці Поллукса, тобто на відстані близько 10 пк, то вона б світилася яскравістю -5,15m, тобто з яскравістю приблизно в 1,5 Венери (в максимумі). Іпсилон Оріона обертається зі швидкістю в 10 разів вищою за сонячну і дорівнює 20 км/с, що дає період обертання зорі — 13 днів.